# Барциці (Поморське воєводство)
Барциці (пол. Barcice, нім. Tragheimerweide) — село в Польщі, у гміні Риєво Квідзинського повіту Поморського воєводства.
Населення — 365 осіб (2011).
У 1975-1998 роках село належало до Ельблонзького воєводства.

## Демографія
Демографічна структура станом на 31 березня 2011 року:
|          | Загалом | Допрацездатний вік | Працездатний вік | Постпрацездатний вік |
| -------- | ------- | ------------------ | ---------------- | -------------------- |
| Чоловіки | 187     | 38                 | 138              | 11                   |
| Жінки    | 178     | 49                 | 104              | 25                   |
| Разом    | 365     | 87                 | 242              | 36                   |